# Anna Rajecka

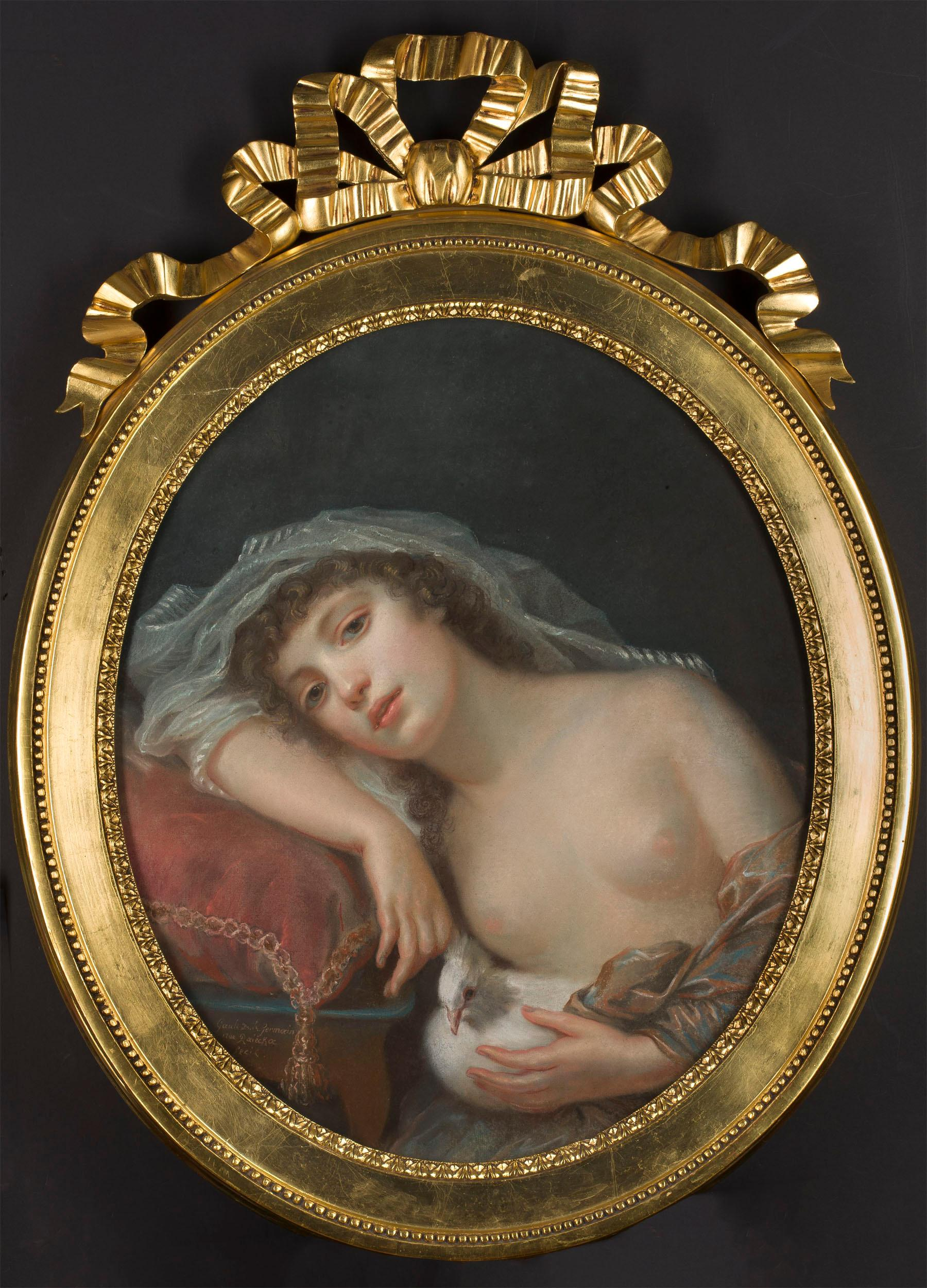
Dziewczyna z gołąbkiem,
(Alegoria utraconej niewinności), ok. 1790

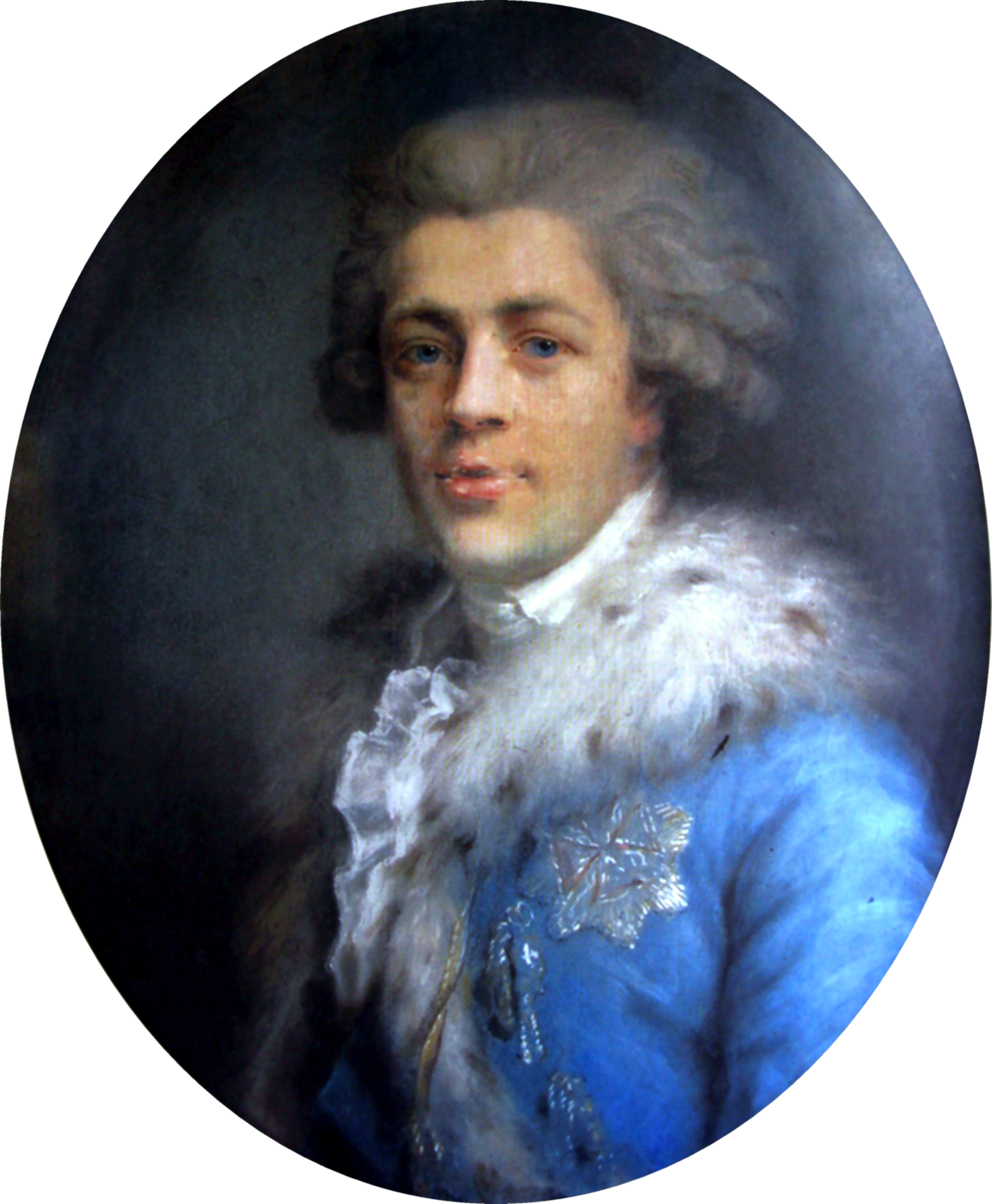
Portret Ignacego Potockiego, 1784

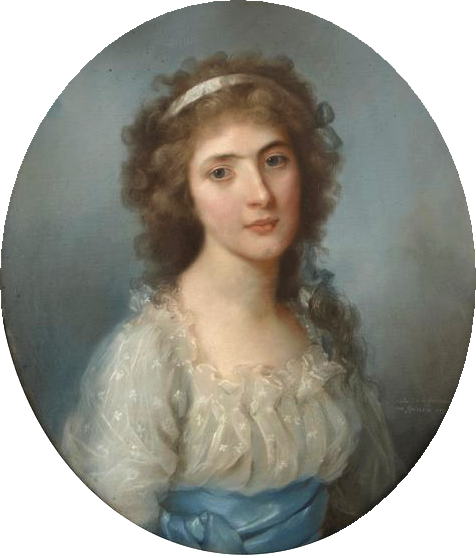
Portret kobiety w białej sukni, 1789

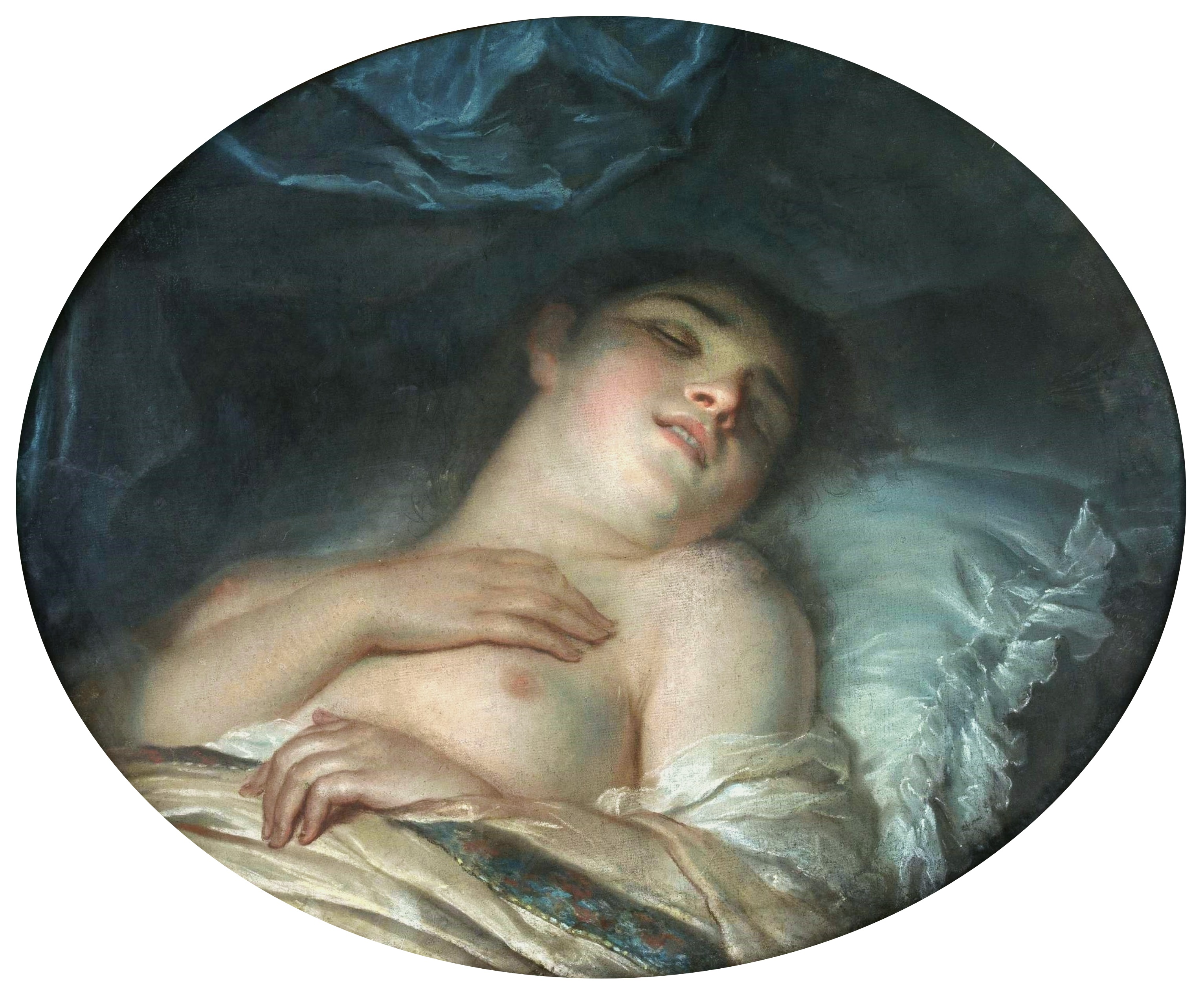
Śpiąca dziewczyna

Anna Rajecka, także Madame Gault de Saint-Germain (ur. ok. 1762 w Warszawie, zm. 1832 w Paryżu) – polska malarka i rysowniczka. Uczyła się m.in. u Ludwika Marteau i Marcello Bacciarellego, a od ok. 1783 mieszkała i tworzyła w Paryżu.
Początkowo była stypendystką króla Stanisława Augusta Poniatowskiego, przez wielu była także uznawana za jego nieślubną córkę lub kochankę. W Paryżu współpracowała m.in. z atelier Jacques-Louisa Davida. W 1791 jako pierwszy polski artysta w historii wystawiła swoje obrazy w paryskim Salonie.

## Życiorys
Niewiele wiadomo o pierwszych latach życia artystki. Urodziła się ok. 1760, a na pewno przed 1762 w Warszawie, być może w rodzinie malarza Józefa Rajeckiego. Pierwsze pewniejsze przekazy na jej temat potwierdzają, że uczyła się malarstwa u Ludwika Marteau, a być może także u Marcello Bacciarellego. Możliwe też, że sztuki tworzenia miniatur uczyła się nie od samego Bacciarellego, a od jego żony, Fryderyki z Richterów oraz od Antoniego Lesseura.
To prawdopodobnie dzięki Bacciarellemu i Marteau znalazła się na dworze króla Stanisława Augusta Poniatowskiego. Jako jedna z niewielu kobiet miała wstęp na legendarne obiady czwartkowe, co w ówczesnej Warszawie rodziło wiele plotek. Opowiadano m.in. o jej potyczce słownej na rymowane, wulgarne wyzwiska z biskupem Ignacym Krasickim, które powtarzano w formie frywolnych wierszyków, być może wskazujących na romans młodej malarki z królem, choć same wierszyki znane są jedynie z przekazów dużo późniejszych. Według plotek, król miał darować jej dwór w Starej Wsi koło Białej Rawskiej. Przez niechętnych królowi bywała też uznawana za jego córkę z nieprawego łoża, choć on sam temu zaprzeczał, m.in. w zachowanym liście do Filippo Mazzeiego.
Anna Rajecka malowała głównie portrety, rzadziej sceny rodzajowe. Posługiwała się przede wszystkim pastelami, wykonywała wiele rysunków, zajmowała się miniaturą, kopiowała również prace wybitnych malarzy. W okresie warszawskim, około 1780, portretowała głównie króla i osoby z jego otoczenia.
Od ok. 1780, a na pewno przed 1 czerwca 1783, kształciła się jako stypendystka króla w Paryżu. Zamieszkała na terenie Galerii Luwru u wdowy po Antoine-Josephie Loriocie, królewskim mechaniku, wynalazcy i twórcy (m.in. metody utrwalania pastelu). Uczyła się malarstwa, prawdopodobnie jej nauczycielem był Jean-Baptiste Greuze, jej styl jeszcze w XIX wieku przyrównywano do stylu ówczesnych dzieł z warsztatu tego artysty. Możliwe także, że studiowała też u Élisabeth Vigée-Lebrun.
W 1788 malarka wyszła za mąż i zdecydowała się pozostać na stałe we Francji. Jej mężem został piszący dzieła na temat estetyki malarz miniaturzysta Pierre-Marie Gault de Saint-Germain. Nie wiadomo, czy małżeństwo doczekało się dzieci.
Pomimo że jej decyzja o pozostaniu we Francji mocno zawiodła Stanisława Augusta Poniatowskiego, który planował dla niej stanowisko profesorskie w Warszawie, Anna jeszcze w 1792 otrzymywała wsparcie finansowe od króla. Wystarała się również o stypendium królewskie dla swojego męża, który jeszcze wiele lat po śmierci Stanisława Augusta podpisywał się ancien pensionaire du Roi de Pologne – były stypendysta Króla Polski. Istnieją również niepotwierdzone przekazy o jej podróżach studyjnych do Italii; zachował się jej list do Bacciarellego z 12 listopada 1789 z prośbą o umożliwienie takiej podróży oraz jego odmowa, podyktowana planami króla wobec artystki.
W okresie paryskim początkowo wysyłała do Warszawy malowane przez siebie obrazy, jednak ostatecznie tylko niewielką ich część Bacciarelli uznał za godną włączenia do królewskiej kolekcji. Ostatecznie związała się w kręgiem artystycznym Jacques-Louisa Davida, który poprawiał jej prace na równi z pracami swych uczniów. Nie jest jednak jasne, czy Rajecka faktycznie uczyła się u niego malarstwa, bowiem nie znalazła się ani w spisie Delécluze′a obejmującym 299 potwierdzonych uczniów mistrza, ani w późniejszym spisie Julesa Davida, wnuka artysty, obejmującym 428 nazwisk.
We Francji dzięki protekcji Louisa de Silvestre′a klientów znajdowała wśród miejscowej arystokracji. W tym okresie powstały prace uznawane do dziś za najlepsze w jej dorobku, m.in. portrety Anny z Sapiehów Potockiej, Ignacego i Stanisława Potockich i Aleksandry z Lubomirskich Potockiej (1789). W zbiorach polskich znajdują się między innymi Dziewczyna z gołąbkiem (1790) w Muzeum Narodowym w Warszawie, obraz przysłany w 1791 królowi i przedstawiający najprawdopodobniej Rozalię z Chodkiewiczów Lubomirską, choć według tradycji miała to być jedna z pań z rodziny Potockich, z domu lub po mężu hrabina Tołstoj. W kolekcji Muzeum Pałacu Króla Jana III w Wilanowie znajduje się także Portret Ignacego Potockiego.
W czasie rewolucji francuskiej w 1789 Anna początkowo zamierzała powrócić wraz z mężem do Polski, ale zatrzymało ją w Paryżu zamówienie Stanisława Augusta na kopie portretów ważnych postaci francuskiego życia politycznego. Z zachowanej korespondencji Poniatowskiego z jego paryskim agentem Fillippo Mazzeim wiadomo, że król zamierzał przeznaczyć na portrety olejne pokaźną sumę 500 liwrów i liczył na to, że ich wykonawczynią zostanie właśnie Rajecka. Podobne zamówienie zaproponowano również Jacques-Louisowi Davidowi, który jednak zamówienie królewskie odrzucił, ale zgodził się wybrać obrazy do skopiowania, a ich wykonanie przekazał grupie swoich uczniów – oraz Annie. Mimo niskiej opinii Davida o zdolnościach Rajeckiej, szczególnie w malarstwie olejnym, król w listach ze stycznia 1791 wyrażał się o jej talentach z najwyższym uznaniem. Jednak już w marcu tego samego roku sugerował Mazzeiemu zerwanie współpracy z tą głupią kobietą, którą tak trudno zadowolić, narzekał także, że ostatni przesłany przez nią pastel dotarł do Warszawy na wpół zatarty, co mogło wyjaśniać preferencję króla dla obrazów olejnych.
Mimo napiętych relacji z królem Polski, Rajecka pozostała w Paryżu i początkowo odniosła kilka sukcesów. M.in. w 1791 jako pierwszy polski artysta wystawiła swoje obrazy w paryskim Salonie . Zachowały się tytuły trzech przedstawionych przez nią prac (był wśród nich m.in. portret deputowanego Charlesa Lametha, malarza Jean-Antoine-Théodore’a Girousta i portret intymny księżniczki Lambalk), jednak nie jest jasne czy zachowały się same te dzieła.
Jej prace, a w szczególności przesycone delikatnym erotyzmem popiersia dziewcząt, inspirowane były twórczością Jean-Baptiste’a Greuze’a. Następnie w 1792, gdy w Paryżu rozszalał się terror rewolucyjny, małżeństwo uciekło do prowincjonalnego Clermont-Ferrand, a Rajewska prawdopodobnie wkrótce potem zaprzestała działalności artystycznej. Po latach Anna wróciła do Paryża, jednak nie zachowały się pewne informacje o jej losach w tym okresie. Zmarła w Paryżu w 1832. Ostatnie lata życia była ociemniała.

## Twórczość
Nie jest znana pełna lista dzieł artystki. W sporządzonym po śmierci Stanisława Augusta Poniatowskiego inwentarzu jego kolekcji obrazów znalazło się zaledwie jedno dzieło Rajeckiej. Możliwe jednak, że kilka innych błędnie artybuowano. W wydanym w 2006 Dictionary of pastellists before 1800 Neil Jeffares podaje następującą listę obrazów:
- Portret księżnej d’Angouleme, née Marie-Thérèse-Charlotte, Madame Royale (1778–1851), owalny pastel 55 × 46, oraz wisiorek z portretem młodego chłopca w niebieskim stroju, prawdopodobnie delfina Louis-François-Joseph-Xavier de France (1781–1789), oba w kolekcji prywatnej w Paryżu
- Portret Madame Beaulaton, owalny pastel 56 × 45, w musée d’Art Roger-Quilliot w Clermont-Ferrand
- Portret Izabeli Branickiej, owalny, 65 × 55, w kolekcji Pałacu Myślewickiego w Warszawie
- Portret Cadet Roussel (?Guillaume-Joseph Roussel ou Rousselle, 1743–1807), 65 × 55, w rękach prywatnych we Francji
- Portret Marie-Élisabeth de Champflour, owalny, 97 × 89, w musée d’Art Roger-Quilliot
- Portret Generała Jana Chrzciciela Komarzewskiego w mundurze, z gwiazdą Orderu św. Stanisława, w kolekcji astronoma Williama Herschela, znany z czarno-białych reprodukcji
- Dziewczyna z gołąbkiem, prawdopodobnie portret księżnej Rozalii z Chodkiewiczów Lubomirskiej, w zbiorach Muzeum Narodowego w Warszawie
- Wisiorek, na awersie portret Edwarda Onslowa (1758–1829), owalny, 61 × 50, na rewersie portret jego żony Marie-Rosalie de Bourdeilles de Brantôme (1761–1842), w zbiorach Clandon Park (National Trust)
- Portret Ignacego Potockiego (1750–1809), owalny, 60 × 49, w zbiorach Muzeum Narodowego w Warszawie
- Portret Aleksandry z Lubomirskich Potockiej, żony Stanisława Kostki Potockiego, owalny, 59,5 × 49, zaginiony przed 1945, wcześniej w kolekcji Branickich i zbiorach Pałacu w Wilanowie.
- Portret doktora Jean-Geoffroy Seifferta, lekarza Księcia Orleanu, znany ze wzmianek XVIII-wiecznych
- Portret księżniczki Sułkowskiej (losy nieznane)
- Portret Ludwiki z Poniatowskich Zamoyskiej, żony Jana Jakuba Zamoyskiego (1728–1792), w zbiorach Muzeum Narodowego w Warszawie
- Portret chłopca w stroju w paski, owalny, 75 × 54, w zbiorach Galerie Talabardon & Gautier
- Portret mężczyzny w brązowym stroju, 53 × 45, w paryskim musée Nissim de Camondo
- Portret młodego mężczyzny w niebieskim plaszczu typu redingote, 40 × 31, wystawiony w 2015 na aukcji w Clermont-Ferrand przez dom Vassy Jalenques
- Portret damy w białej szacie, owalny, 45 × 38, sprzedany przez paryski dom aukcyjny Drouot 17 października 2011 za 8500 euro
- Portret nieznanej damy, pastel na papierze, 55,5 × 46,3, w kolekcji Musée des Beaux-arts w Dijon
- Dwa portrety kobiece wzmiankowane w materiałach Salonu z 1791 (numery 166 i 341)
- Portret śpiącej dziewczyny (Śpiąca kobieta), pastel na papierze, owalny, 49,5 × 60,5, w zbiorach Muzeum Narodowego w Warszawie
- Satyr i Przechodzień (na motywach bajki La Fontaine’a), wystawiony na Salonie w 1791, pod numerem 90
- Flora niosąca girlandę z kwiatów, reprezentująca Pokój, 70,2 × 56,7, dawniej w kolekcji Stanisława Augusta Poniatowskiego w Pałacu pod Blachą, ostatnie wzmianki w 1819, znany z reprodukcji
- Alegoria czterech pór roku 81 × 63,5 (losy jak powyżej)
- Lato, do ok. 1944 w zbiorach łańcuckich Alfreda Potockiego, zaginiony
- Dziewczyna w wianku, owalny, 58,5 × 48,5, sprzedany na aukcji Sadde-Collette 8 października 2000 za 38 500 franków